# Baras (Rizal)
Baras is een gemeente in de Filipijnse provincie Rizal op het eiland Luzon. Bij de laatste census in 2010 telde de gemeente bijna 33 duizend inwoners.

## Geografie

### Bestuurlijke indeling
Baras is onderverdeeld in de volgende 10 barangays:
| - Evangelista - Rizal - San Jose - San Salvador - Santiago | - Concepcion - San Juan - San Miguel - Mabini - Pinugay |

## Demografie
Baras had bij de census van 2010 een inwoneraantal van 32.609 mensen. Dit waren 1.085 mensen (3,4%) meer dan bij de vorige census van 2007. Ten opzichte van de census van 2000 was het aantal inwoners gegroeid met 8.095 mensen (33,0%). De gemiddelde jaarlijkse groei in die periode kwam daarmee uit op 2,89%, hetgeen hoger was dan het landelijk jaarlijks gemiddelde over deze periode (1,90%).

De bevolkingsdichtheid van Baras was ten tijde van de laatste census, met 32.609 inwoners op 84,93 km², 384 mensen per km².